# Nazario
Nazario és la firma de Nazario Luque Vera (Castilleja del Campo, província de Sevilla, 3 de gener de 1944), historietista i pintor andalús, considerat el pare del còmic underground espanyol, i un dels més destacats del còmic gai, al costat de Tom de Finlàndia i Ralf König. Artista contracultural per antonomàsia i peça clau de la moguda barcelonina dels setanta i vuitanta, retrata els baixos fons d'una Barcelona canalla a Anarcoma, la seva sèrie més popular. També s'ha destacat per "renovar les formes més tòpiques de la cultura andalusa."

## Biografia

### Infància i joventut
En la seva joventut estudia filosofia i lletres a Sevilla. Destinat com a Mestro Nacional d'adults a Morón de la Frontera coneix al guitarrista gitano de flamenc, Diego del Gastor, a la seva família d'artistes i a una cort de hippies californians que aprenen a tocar la guitarra amb ell. Nazario se'n compra una i s'uneix al grup d'afeccionats assistint a les últimes festes que solien donar els senyorets que reunien al voltant de la guitarra de Diego als últims monstres del cante antic -Juan Talega, Fernanda i Bernarda, Joselero o Tío Borrico-. Comença a dibuixar historietes inspirat per la revista Mad. Abandona la guitarra i Sevilla.
En el 72 s'instal·la a Barcelona on va donar els seus primers passos al món del còmic underground fundant el grup El Rrollo amb Farry, Xavier Mariscal i Pepichek. Amb ells es trasllada a viure a un pis del carrer Comerç formant una espècie de comuna i editant els seus propis còmics que distribueixen ells mateixos, fins que la persecució policial del fanzine de Nazario Piraña Divina va provocar la dispersió del grup, i la seva tornada a la Sevilla natal. El Rrollo enmascarado, Catalina, Paupérrimus, Purita o Nasti de Plasti van ser les millors obres del grup.
«Purita», «San Reprimonio», «Sábado sabadete» o «Los apartamentos la Nave», estaran entre les seves primeres obres reunides en l'àlbum San Nazario y las Pirañas incorruptas. A aquestes històries presenta diferents personatges dels baixos fons de Barcelona, que es convertirien en constant font d'inspiració a partir d'aquest moment. Col·laborà també a moltes revistes de còmic de la resta d'Europa: Bazaar, It, Actuel, Oz, Frigidaire, Le Gai Pied, L'Écho des Savanes, etc. Segons Eliseu Trenc, «Els dos valors morals fonamentals instituïts en la societat espanyola tradicional, la virginitat femenina i l'abstinència sexual, seran sistemàticament posats en ridícul per Nazario en les seves primeres obres». El primer còmic de caràcter homosexual fou La visita, publicat en 1975.

En 1976, participà amb Ceesepe en un llibre sobre Lou Reed. El cantant reutilitzà la portada del llibre sense avisar Nazario; quan s'adonà del plagi, l'editor de Rock Comix decidí presentar una demanda. El mateix Nazario comentà anys després, en una entrevista a El Mundo:
| « | El problema és que el cas depenia de la justícia nord-americana i els tràmits costaven molts diners. Finalment l'editor i jo decidim deixar-ho córrer. Quan el disc es va editar a Espanya, l'empresa discogràfica es va abstenir de reproduir el meu dibuix. No va ser una qüestió de censura, perquè ja s'havia publicat en 1976 sense problemes. Potser no es van atrevir perquè algunes revistes de música d'aquí i de l'estranger havien comentat que el dibuix era meu. | » |

### En el boom del còmic adult
En 1980 neix la revista de còmic El Víbora de la qual Nazario dibuixa la primera portada i on publicarà la major part de les seves historietes. Un cas especial en el còmic internacional, ja que El Víbora era una revista heterosexual i les històries de Nazario, de caràcter homosexual i fins i tot pornogràfic, no va provocar cap tipus d'escàndol entre els seus lectors. La història «Anarcoma», publicada en capítols i en la que portava treballant uns anys, es va convertir en la figura emblemàtica de la nova publicació. Anarcoma, detectiu transvestit —meitat Humphrey Bogart, meitat Lauren Bacall segons el seu autor— va servir a aquest per moure els seus personatges pel món canalla de la Barcelona dels 70/80, com fes dècades abans Jean Genet amb el seu personatge Divine a Diari d'un lladre. Es publica en la majoria dels països d'Europa i a Canadà i Estats Units on és censurada. El personatge va inspirar una cançó al cantant anglès Marc Almond.

En 1991, al costat d'altres tres autors (Pere Joan, Xavier Mariscal, Alfredo Pons Rubio) i l'especialista Joan Navarro retirà la seva col·laboració de l'exposició "Una Historieta democrática" com a protesta per 
| « | la complicitat del Govern Espanyol en la Guerra del Golf i especialment per l'actitud adoptada pel Ministeri de Cultura. | » |

Publica una segona part d'Anarcoma i a continuació treballa durant diversos anys en la realització d'una altra gran obra i un altre gran fracàs editorial: Turandot. Inspirada en l'obra teatral de Carlo Gozzi i les diferents versions dels llibretistes de Puccini o Ferruccio Busoni, el dibuixant crea tota una escenografia i vestuari operístic, influïts en una barreja de barroc xinès i barroc religiós andalús i castiga al final a l'orgullosa i castradora princesa matant el seu objecte de desig i condemnant-la a la solitud.
Després de l'empatx de chinoiseries arremet de nou amb delirants històries sobre diversos arquetips d'homosexuals que es desenvolupen en un bloc de pisos.

### Nous interessos
Amb Turandot i Alí Babá y los 40 maricones, aquesta última considerada la seva obra fonamental, publicada a Makoki, s'acomiada del còmic, que canvia per quadres amb obsessius autoretrats del seu entorn com a tema. En les seves elaborades composicions amuntega els seus llibres, discos, vídeos, objectes personals, flors, amics i com a leitmotiv el paisatge tancat de la Plaça Reial des de la seva finestra. Exposa alternativament a Madrid i a Barcelona. Exposicions a ARC o a Sevilla, desenes de col·lectives i diverses antològiques cèlebres realitzades a Cadis i Sevilla, a Còrdova o Huelva i una gran retrospectiva en el Palau de la Virreina organitzada per l'Ajuntament de Barcelona.
Realitza a més cartells, portades de discos, (entre elles el famós escàndol Lou Reed en el que la discogràfica del cantant va piratejar un dibuix seu per al disc Take no Prisoners, del que després de 20 anys de litigis van reconèixer la seva autoria), llibres, esbossos per a obres de teatre i exposicions de fotografies. També va publicar la seva primera novel·la en 2006.
Amb un immens arxiu i la col·laboració d'amics que van escriure les seves vivències dels anys setanta a Barcelona va aconseguir, després de grans esforços, trobar editor, -no a Barcelona sinó a Castelló- per treure el seu llibre La Barcelona de los 70 vista por Nazario y sus amigos.
El 2011, l'editorial Nova Era, treu el llibre Nazario íntimo, que el seu amic Javier Mariscal dissenya i coordina en el seu estudi, sobre el material de l'obra que l'autor li proporciona. És també en aquest mateix any, 2011 que el Museu Nacional Centre d'Art Reina Sofia adquireix per a la seva col·lecció permanent les següents obres: 'Tentación, martirio y triunfo de san Reprimonio virgen y mártir, 1971/72; Sabado, sabadete, 1971/72; El ligue, 1972; Portada del álbum El Rrollo, 1975; Portada del álbum Anarcoma 2, 1987 i el seu arxiu de còmic underground.
El Centro Andaluz de Arte Contemporáneo, adquireix les següents obres: Purita braga de jierro, 1973/75, Ojos verdes, sin fecha; Ilustración Feria de Arríl, 1974; Autorretrato con chulo y serpiente, 1974. També deixa en dipòsit durant 5 anys, la història Turandot i l'Abecedario para mariquitas.

## Vida personal
Va estar relacionat amb el pintor José Pérez Ocaña, amb qui participà en un documental de Ventura Pons sobre la seva vida. Després de la mort d'Ocaña, li dedicà el seu treball titulat: "La Gloriosa Asunción de Ocaña al Reino de los Chulos".
Des de fa 33 anys conviu amb l'escultor Alejandro Molina amb qui ha fet algunes exposicions conjuntes. El 2015 va signar un manifest de suport a Barcelona en Comú.

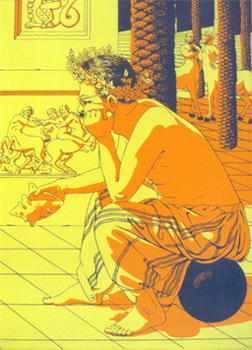
Nazario, Autoretrato como Melancolia. Fragment de l'obra "San Sebastián y los Centauros" (Serigrafia semimanual sobre tela, 100 x 137 cm. 1999)

## Temàtica
El seu erotisme homosexual i la seva exploració atrevida dels tabús llavors en voga l'equiparaven a Pedro Almodóvar. Sovint crues i sòrdides, expressives i barroques, les seves historietes treuen profit de les diferències entre la cura del dibuix i detalls grotescs (sexes sobredimensionats, cares gesticulants). Hi poden cabre una gran potencialitat subversiva: així és com Anarcoma 2 (publicat a Bèlgica sota el títol Cultes) imagina un orde militar que rapta i tortura homosexuals, transvestits i transsexuals per a posar-los en cintura. D'aquesta forma, adjectius com agitador, transgressor, polèmic o provocador son força habituals en referir-se a la seva obra.
Per a Salvador Vázquez de Parga, el mestratge de Nazario radica en la seva capacitat d'«entretreure els diàlegs més significatius, els tipus més interessants, barrenja-ho tot i contar una història».

## Estil
Per a especialistes com Francesca Lladó, l'anàlisi del seu llenguatge i el seu discurs sintagmàtic és poc rellevant, "ja que l'objectiu fonamental d'aquest autor no consisteix a enriquir el llenguatge del còmic, sinó simplement servir-se d'ell per poder dibuixar allò que vol". Tan sols esmenta, com a característiques generals:
- L'estructuració de la pàgina en terços equivalents.
- L'ús del plànol general per donar una visió de l'ambient i del plànol mitjà per poder descriure als personatges.[16]

Quant al seu estil gràfic, ha d'assenyalar-se la influència successiva de les històries d'aventures espanyoles, la revista Mad i el còmic underground nord-americà, en concret Robert Crumb i Gilbert Shelton.

## Premis
- Medalla d'Or al Mèrit en les Belles Arts 2010 concedit a Nazario l'any 2011[17]
- Premi RAMBLA d'Arts Plàstiques a NAZARIO. Barcelona, 2010.[18]
- Premi Pablo Ruiz Picasso de la Junta d'Andalusia a la millor trajectòria en l'àmbit de les Arts Plàstiques, 2009.[19]
- Gran Premi Saló Internacional del Còmic de Barcelona el 2001.
- Premi a la millor creació de Vestuari pels seus dissenys de BRAGUETES atorgat per la Crítica Teatral de Barcelona, 1992/1993.
- Aplaudiment del Jurat del Premi Sebastià Gasch per "Una aportació irònica i una aproximació al còmic del vestuari del music-hall a l'espectacle Braguetes" el 1993.
- Premi al Millor guionista a La 3a Setmana de la Historieta de Madrid el 1986.

## Sobre la seva obra
- La sexualite dans la Bande Desinée "underground" Barcelonaise (Média et représentatión dans le monde hispanique au XX siècle). Eliseu Trenc Ballester. Université de Rennes II (05-1987)
- La Bande Desinée de Nazario:"Tentación, martirio y triunfo de San Reprimonio, virgén y mártir", une hagiographie parodique invertie. Eliseu Trenc Ballester. "Uncitation et détournement", Les Séminaires de Grimia-3, Publication du Grimh/Grimia, Unviversité Lumière-Lyon 2, Lyon (2002, pàgs. 43-60)
- "La verdadera historia del superguerrero del antifaz,la superpura condesita y el superman Ali-Khan", còmic underground de Nazario. Une parodie décapante du tebeo franquiste. (L'histoire irrespectueuse. Humor et sarcasme dans la fiction historique (Espagne, Portugal et Amérique Latine). Ëditions du Conseil Scientifique de L'Université Charles-de-Gaulle-Lille 3. (2004 págs 129-136)
- "Le coprs transesthetique Chez Naxario". Viviane Alary. Université Blaise Pascal U.F.R-Clermont-Ferrand.
- La Piraña Divina, Autoedición clandestina 1975, (16 págs dobles, B/N.) 2ª Edición "pirata" fotocopiada. Madrid 1976. 3ª Edición Internacional Free Press 1977.
- San Reprimonio y las Pirañas. Rock Comix Internacional (60 págs, B/N)
- Nazario: Historietas. Obra completa, 1975-1980. Ediciones La Cúpula, 1981 (88 págs, B/N)
- Anarcoma, Ediciones La Cúpula, Barcelona 1983. (68 págs, Color, 5 Reediciones). Edició en anglès, Catalan Communications, Nueva York 1983. Edició en francès, Artefact, París 1983. Edició en alemany, Nur Für Erwachsene, Frankfurt 1983. Edició en italià, Frigidaire 1987.
- Anarcoma 2, Ediciones La Cúpula, Barcelona 1986. (68 pàgs, Color. 2 Reedicions). Edició per als Països Baixos, Loempia sota el nom "Cultus" 1991.
- Mujeres raras, Ediciones La Cúpula, Barcelona 1987, (84 pàgs, Color)
- Turandot, Ediciones B, S.A. Barcelona 1993 (52 pàgs, Color.)
- Alí Babá y los 40 maricones, Ediciones La Cúpula, Barcelona 1993, (68 pàgs, B/N.)
- Plaza Real Safari, Ediciones Vosa S.L. Madrid 1995. Edició en català Oikos-Tau S.L. 1998, Barcelona. Reedició en castellà, La Tempestad, Barcelona 2006.
- Incunables, Editorial Oikos-Tau S.L. Vilassar de Mar, Barcelona 1998 (88 Pàgs, Color).
- San Nazario y Las Pirañas Incorruptas, Obra Completa de Nazario de 1970 a 1980, Ediciones La Cúpula,2001 (180 pàgs, B/N.)
- La Barcelona de los años 70 vista por Nazario y sus amigos, Ellago Ediciones, 2004. (252 págs, Color) Reedició en col·laboració Editorial Ellago i Ajuntament de Barcelona, 2010.
- Nazario íntimo, Editorial Nova Era, Barcelona. 2011. (200 pàgs, Color)

## Fons
El Centre de Documentació i Museu de les Arts Escèniques conserva una petita part dels dissenys de Nazario. Es poden trobar i visualitzar a l'Escena Digital del MAE.